# Dongguantun (köpinghuvudort i Kina, Liaoning Sheng, lat 42,69, long 123,35)
Dongguantun (kinesiska: 东关屯, 东关屯镇) är en köpinghuvudort i Kina. Den ligger i provinsen Liaoning, i den nordöstra delen av landet, omkring 99 kilometer norr om provinshuvudstaden Shenyang. Antalet invånare är 25 961. Befolkningen består av 12 932 kvinnor och 13 029 män. Barn under 15 år utgör 13,0 %, vuxna 15-64 år 77 %, och äldre över 65 år 9,0 %.
Runt Dongguantun är det ganska tätbefolkat, med 179 invånare per kvadratkilometer. Närmaste större samhälle är Kangping, 5,2 km norr om Dongguantun. Trakten runt Dongguantun består till största delen av jordbruksmark.
Genomsnittlig årsnederbörd är 980 millimeter. Den regnigaste månaden är juli, med i genomsnitt 191 mm nederbörd, och den torraste är januari, med 8 mm nederbörd.